# Georgina Masson
Georgina Masson, née le 23 mars 1912 et morte en 1980, est une auteure et photographe britannique, née Marion Johnson et connue sous le nom de Babs par ses amis ; Georgina Masson est son pseudonyme littéraire.

## Biographie
Marion Johnson, fille d'un officier britannique en poste en Inde, est née à Rawalpindi, dans la province du Pendjab, le 23 mars 1912.
Les détails de la jeunesse de Masson sont quelque peu flous, même si l'on sait qu'elle a attrapé le virus du voyage très tôt, passant du temps en Europe, en Asie et en Afrique. Pendant la Seconde Guerre mondiale, elle a travaillé au ministère des Affaires étrangères de Londres et au ministère de l'Information. Son travail au ministère des Affaires étrangères l'a conduite en Italie où elle a continué à vivre jusqu'en 1978.
Elle meurt en 1980 à Londres,.

## Photographies et travaux
Georgina Masson est une photographe et une historienne de l'architecture dont les intérêts s'étendent de la Rome antique jusqu'à la période médiévale en Sicile. Ses écrits sont nombreux et ses œuvres comprennent des études sur les jardins et les villas et des biographies ainsi que sur l'architecture romaine et plus tard sur l'architecture italienne.
Son travail de photographe, qui va de pair avec ses intérêts architecturaux, a été mis en avant après sa mort. Elle a légué environ 5000 négatifs à l'American Academy de Rome. La majorité de ses images concernent l'architecture, les jardins et la ville de Rome ; la collection comprend également des photographies de la vie quotidienne. Une sélection de ses œuvres photographiques a été présentée dans une l'Author and Eye à Rome en avril 2003 à l'American Academy,.
Des photographies attribuées à Georgina Masson se trouvent également à la bibliothèque Conway du Courtauld Institute of Art de Londres. Cette collection se concentre sur l'architecture ecclésiastique et laïque à travers différentes périodes historiques et à travers les continents.

## Ouvrages publiés
- Frederick II of Hohenstaufen. A Life, Londres, Secker &  Warburg, 1957 (ISBN 9780374952976).

traduction française : Frédéric II de Hohenstaufen (trad. André D. Tolédano), Paris, Albin Michel, 1963, 384 p.
- Italian Villas and Palaces, Londres, Thames and Hudson, 1959, 244 p.

traduction française : Merveilles des palais et villas d'Italie (trad. Daniel Bernet, préf. Gabriel Faure), Grenoble, Arthaud, 1959, 268 p.
- Italian Gardens, Londres, Thames and Hudson, 1961, 300 p.[7].

traduction française : Splendeurs des jardins d'Italie (trad. Paule Brizard), Paris, Arthaud, 1963, 264 p.
- The Companion Guide to Rome, Boydell and Brewer, 1965 (ISBN 9781900639422)[8].
- Queen Christina, Londres, Secker and Warburg, 1968 (ISBN 9780436273513).
- Courtesans of the Italian Renaissance, Londres, Secker and Warburg, 1975 (ISBN 9780436273520).